# Parasabella japonica
Parasabella japonica är en ringmaskart som först beskrevs av Moore och Bush 1904.  Parasabella japonica ingår i släktet Parasabella och familjen Sabellidae. Inga underarter finns listade i Catalogue of Life.